# Atlântico (1995)
Atlântico (A140) – współczesny śmigłowcowiec Marynarki Brazylii, poprzednio brytyjski śmigłowcowiec desantowy (LPH) HMS „Ocean” (L12). Zbudowany w Wielkiej Brytanii jako jedyny okręt swojego typu, służył w brytyjskiej Royal Navy od 1998 do 2018 roku, od 2015 roku będąc jej okrętem flagowym. Brał udział w II wojnie w Zatoce Perskiej oraz konfliktach w Sierra Leone, Afganistanie i Libii, a także w misjach humanitarnych i antynarkotykowych. W 2018 roku sprzedany Brazylii, klasyfikowany obecnie jako lotniskowiec wielozadaniowy (NAM). Może przenosić 18 śmigłowców i cztery kutry desantowe oraz 480, a maksymalnie 803 żołnierzy z lekkimi pojazdami i działami. Napędzany jest silnikami wysokoprężnymi, które zapewniają prędkość co najmniej 18 węzłów.

## Historia
Brytyjska marynarka posiadała od połowy lat 50. XX wieku śmigłowcowce desantowe, zaadaptowane ze starszych lotniskowców. Przydatność takich okrętów wykazały lokalne konflikty powojenne, w których brały udział siły brytyjskie. Po wycofaniu na początku lat 80. wszystkich okrętów tej klasy, rozważano budowę nowych, lecz na przeszkodzie przez dłuższy czas stały kolejne cięcia budżetu marynarki. W 1988 roku rozpisano przetarg na budowę dwóch okrętów, ale wyasygnowane na to środki okazały się zbyt niskie i oferty zostały wycofane. W lutym 1992 roku rozpisano kolejny przetarg na budowę jednej jednostki klasy Landing Platform Helicopter (LPH) w cenie do 170 milionów funtów, lecz finansowanie programu stało pod znakiem zapytania. Dopiero niezadowalające doświadczenia z wykorzystania w charakterze śmigłowcowca desantowego w 1993 roku u wybrzeży Jugosławii pomocniczego okrętu lotniczego „Argus” (A135), zaadaptowanego ze statku handlowego, uwidoczniły Ministerstwu Obrony potrzebę zbudowania wyspecjalizowanego okrętu tej klasy.
W przetargu zwyciężył projekt stoczni koncernu Vickers Shipbuilding and Engineering (VSEL) w Barrow-in-Furness, pokonując ceną bardziej doświadczoną w zakresie okrętów lotniczych stocznię Swan Hunter. Kształty kadłuba oparto na lekkich lotniskowcach typu Invincible, o zbliżonych rozmiarach, do których nowy okręt jest podobny. Umowę podpisano 11 maja 1993 roku, a cena wynosiła około 150 milionów funtów. W celu obniżenia kosztów, koncern VSEL podzlecił budowę kadłuba z nadbudówką, napędem i większością wyposażenia stoczni Kvaerner Govan (KGL) w Govan (część Glasgow), specjalizującej się w budowie statków handlowych, w oparciu o cywilne przepisy budowy statków rejestru Lloyda. Cięcie blach na budowę rozpoczęto 20 maja 1994 roku, lecz oficjalne położenie stępki miało miejsce dopiero 30 marca 1995 roku, kiedy przystąpiono do składania bloków kadłuba. Do maja 1995 roku kadłub złożono na pochylni z ośmiu budowanych oddzielnie bloków. Podczas wodowania 11 października 1995 roku, bez oficjalnej uroczystości, doszło do uszkodzenia kadłuba, który później został naprawiony w doku w Scotstoun (część Glasgow). 28 listopada 1996 roku częściowo wyposażony okręt przeszedł z Govan do Barrow-in-Furness, odbywając po drodze próby morskie. 20 lutego 1998 roku okręt otrzymał podczas uroczystości z udziałem królowej nazwę „Ocean”, noszoną wcześniej m.in. przez lotniskowiec. Okręt został przekazany marynarce brytyjskiej w Devonport 26 czerwca 1998 roku, a wcielony do służby 30 września 1998 roku.
Ogółem, okręt uważany jest za bardzo udany, czerpiący z doświadczeń użytkowania okrętów tej klasy. Umożliwia szybki przerzut oddziałów z lekkim sprzętem na brzeg i ewakuację rannych, może być także wykorzystywany do akcji humanitarnych w rejonach klęsk żywiołowych. Swoją użyteczność udowodnił w praktyce podczas konfliktów lokalnych i operacji humanitarnych. Zaletą był stosunkowo niewielki koszt budowy (niewiele większy od nowoczesnej fregaty), lecz przełożył się on na powstanie jednostki pod pewnymi względami kompromisowej. Część specjalistów za wadę okrętu uważa jedynie za niską o 3-4 węzły prędkość. Ograniczeniem wynikającym z samej koncepcji śmigłowcowca desantowego jest jednak to, że nie może on przewozić i desantować cięższych pojazdów, w szczególności czołgów, i w celu wysadzenia silniejszego desantu konieczne jest współdziałanie z okrętami dokującymi typu Albion lub okrętami sojuszniczymi. Pod tym względem ustępuje on równolegle budowanym śmigłowcowcom dokującym, jak francuski typ Mistral i hiszpański „Juan Carlos I”.

## Opis

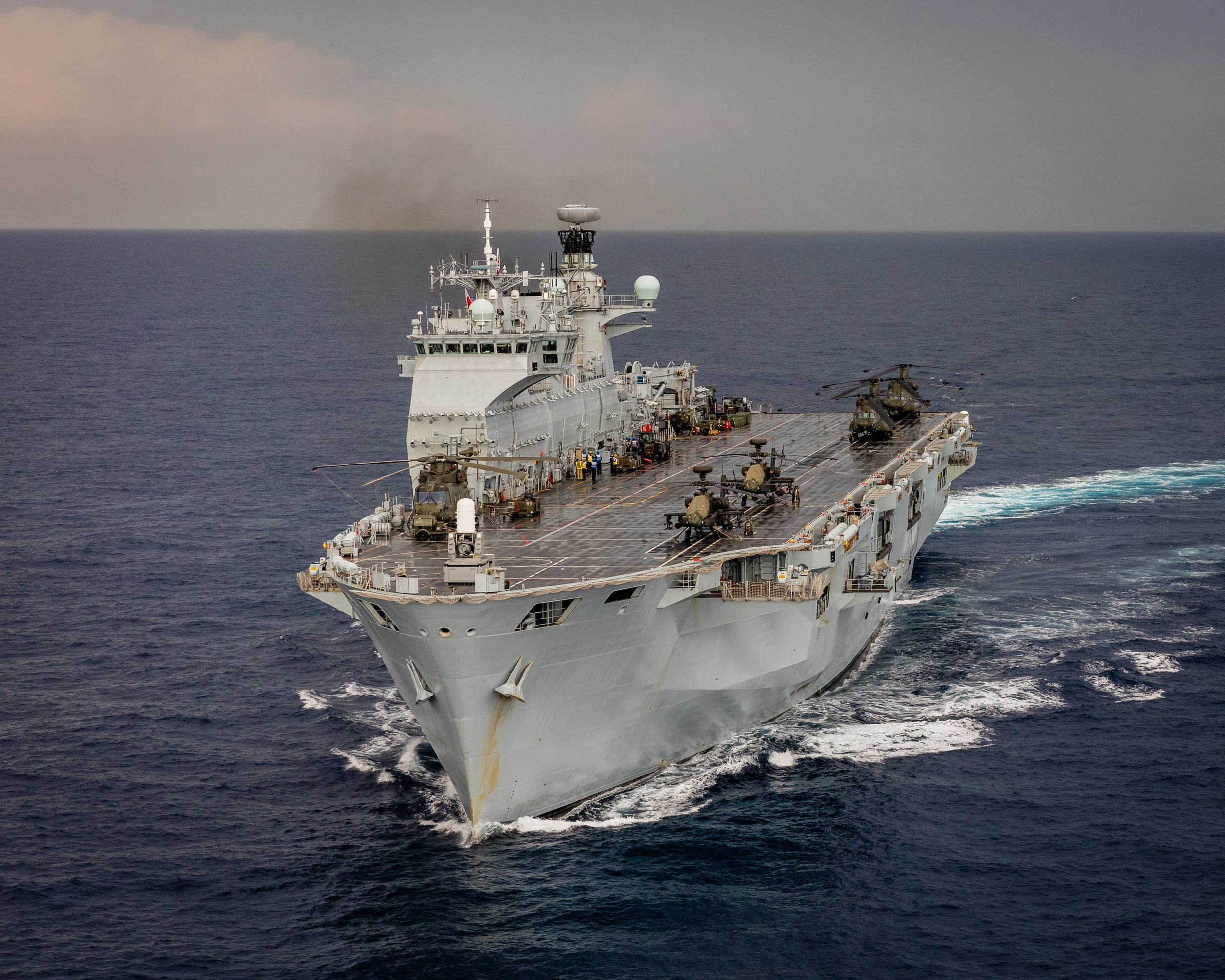
HMS „Ocean”, 2016 r.

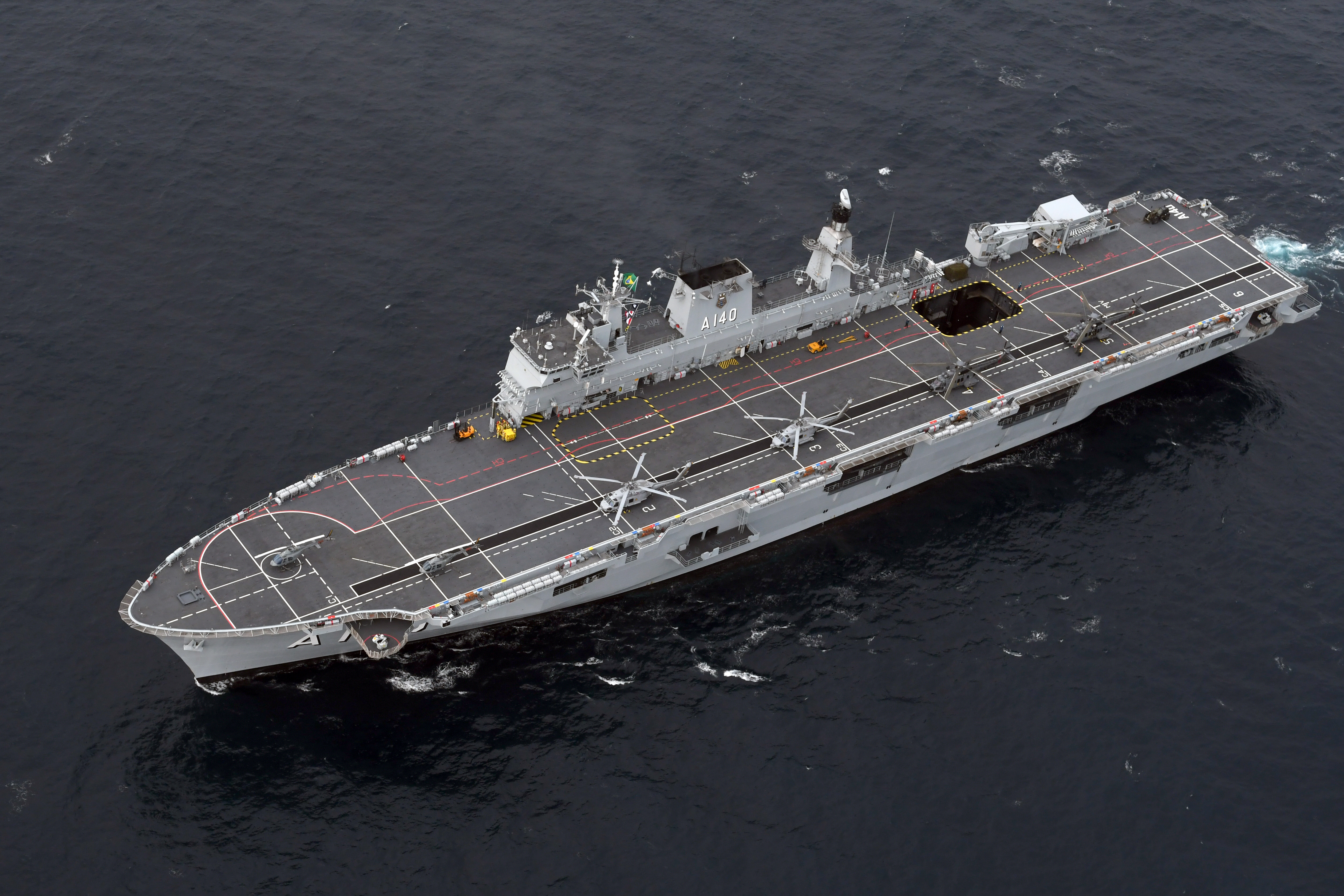
Widoczny kształt pokładu „Atlântico”

### Konstrukcja
Okręt ma typową architekturę dla śmigłowcowców desantowych, z płaskim pokładem lotniczym, stanowiącym zarazem pokład górny, oraz z wąską i długą wyspową nadbudówką po prawej stronie pokładu lotniczego. W przedniej części nadbudówki na górze został umieszczony przeszklony pomost nawigacyjny i bojowy, połączony ze stanowiskiem kontroli lotów. Dla lepszej obserwacji, pomost i stanowisko kontroli lotów charakterystycznie wystaje w lewo poza obrys nadbudówki, ponad pokładem lotniczym. Wyloty spalin z silników obudowane są jednym kominem o prostokątnym przekroju, na nadbudówce. Za nadbudówką na prawej burcie zainstalowany jest duży żuraw. Kadłub zbudowany jest w podłużnym układzie wiązań, przechodzącym w układ poprzeczny w rejonie dolnych pokładów i części dziobowej oraz rufowej, i dzieli się na 17 głównych przedziałów wodoszczelnych. Pokład górny ma numer 1, a niższe pokłady noszą rosnące numery. Obszerny hangar ciągnie się przez pokłady o numerach od 3 do 5. Grodzie poniżej pokładu 5 (podłogi hangaru) nie mają drzwi dla zwiększenia niezatapialności i dostęp do znajdujących się między nimi przedziałów możliwy jest tylko od góry. W kadłubie przewidziano miejsce na urządzenie dalszych pomieszczeń w razie potrzeby. Kadłub wykonany jest ze stali o dużej wytrzymałości oraz ma podwójne dno. Wyporność pełna okrętu wynosiła 21 687 ts, a w 2010 roku: 21 758 ts. Długość całkowita wynosi 203,43 m, a na linii wodnej 198,8 m. Szerokość maksymalna wynosi 34,1 m, a zanurzenie 6,6 m.
Pokład lotniczy znajduje się na wysokości 15,3 m nad linią wodną i ma szerokość w zasadniczej części 31,7 m. Po jego lewej stronie wytyczono pas długości 170 m z sześcioma stanowiskami startowymi dla dużych śmigłowców (Sea King lub Merlin), umożliwiającymi ich równoczesny start. Na pokładzie mogą parkować cztery duże śmigłowce ze złożonymi łopatami wirnika wzdłuż nadbudówki i dwa dalsze na rufie oraz cztery średnie śmigłowce przed nadbudówką i dwa na rufie. Cechą charakterystyczną projektu jest klasyczny, spiczasto zakończony pokład na dziobie, zamiast częściej stosowanego we współczesnych okrętach lotniczych szerokiego pokładu, który mógłby nieco zwiększyć obszar na parkowanie maszyn (tzw. Fly 1). Wewnątrz kadłuba na śródokręciu znajduje się hangar o wymiarach 111,3 × 21 × 6,2 m, mieszczący 12 dużych śmigłowców – był to największy pojedynczy hangar stosowany na okrętach brytyjskich. W szczególności był on większy i bardziej regularny, niż na lotniskowcach typu Invincible. Między pokładem lotniczym a hangarem znajduje się jeden pokład mieszkalny (nr 2), mieszczący także między innymi centrum operacyjne okrętu. W przedniej części hangaru jest przestrzeń remontowa, gdzie można zainstalować kontenery warsztatowe do naprawy śmigłowców odpowiedniego typu. Hangar jest dzielony na trzy części opuszczanymi harmonijkowymi przegrodami ogniowymi. Dwa podnośniki lotnicze o takich samych wymiarach (16,75 × 9,75 m) znajdują się z przodu obok nadbudówki oraz za nadbudówką. Przesunięte są one w prawo od osi wzdłużnej pokładu. Windy mają udźwig 19 ton i umożliwiają wysłanie w powietrze sześciu śmigłowców z hangaru w ciągu 40 minut. Zapas paliwa lotniczego wynosi 1500 ton standardowych.
Załoga okrętu liczy 284 osoby, a personel grupy lotniczej 180. Ogółem, razem z transportowanymi żołnierzami normalnie mogą być zaokrętowane 972 osoby, a maksymalnie 1275. Marynarze mieszkają w kubrykach mieszczących 12–36 osób, podoficerowie starsi i oficerowie w kabinach. Autonomiczność obliczano na 42 dni.

### Grupa lotnicza

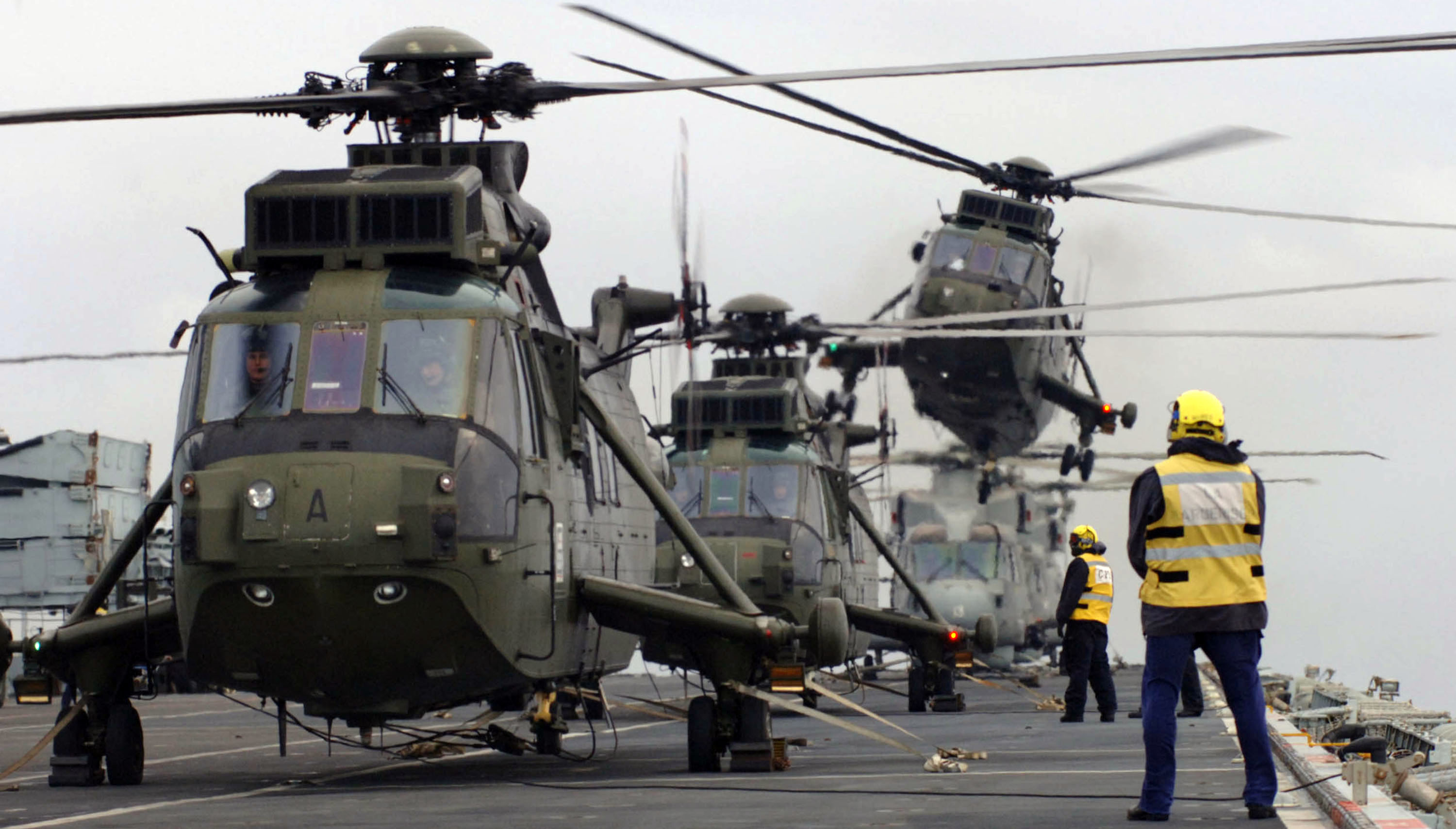
Śmigłowce transportowe Sea King startujące z pokładu

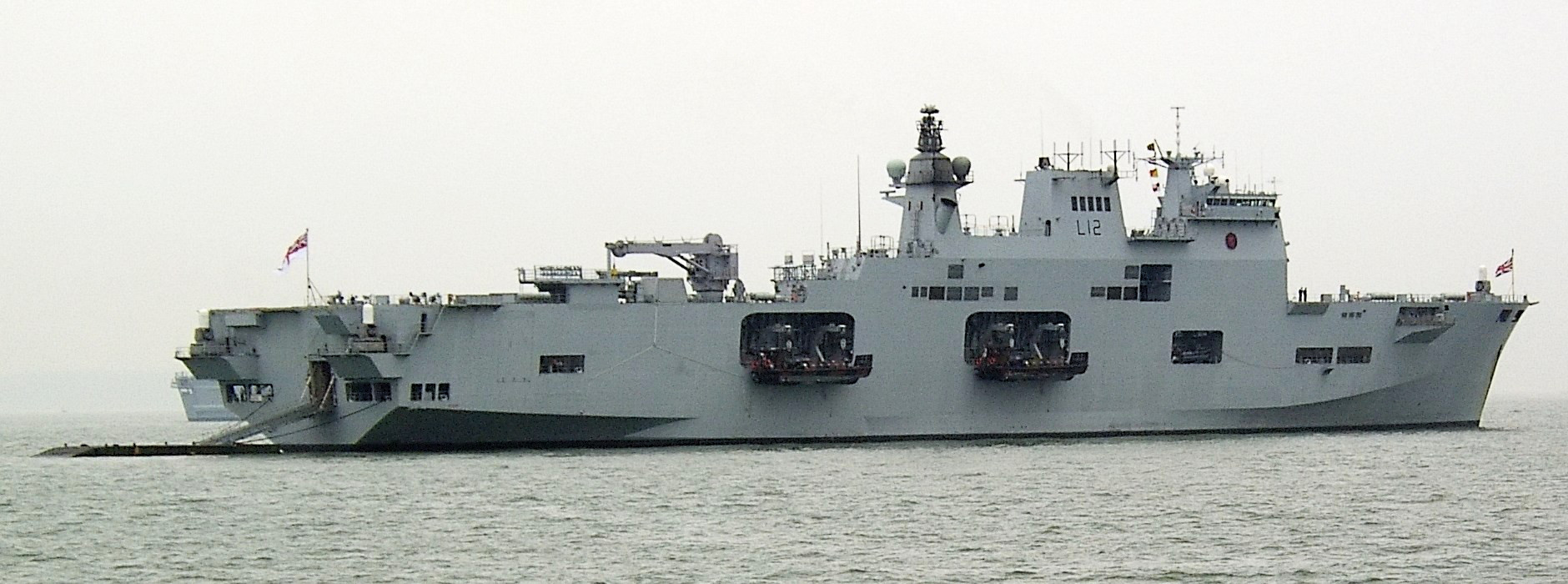
HMS „Ocean” - rozłożona rampa rufowa z pontonem oraz kutry desantowe przygotowane do wodowania

Pierwotnie przewidziana grupa lotnicza obejmuje 12 dużych śmigłowców transportowych Westland Sea King HC.4 oraz 6 średnich wielozadaniowych uzbrojonych Westland Lynx AH.7. Stosowano ponadto początkowo lekkie śmigłowce uzbrojone Westland Gazelle AH.1. W trakcie służby wprowadzono nowsze śmigłowce transportowe AW101 Merlin i (od 2015 roku) wielozadaniowe AW159 Wildcat, uzbrojone w pociski Martlet. Z okrętu mogą operować także śmigłowce armijne: ciężkie transportowe CH-47 Chinook (bez możliwości hangarowania) i szturmowe WAH-64D Apache, a także inne śmigłowce państw sojuszniczych i pionowzloty V-22 Osprey. Śmigłowce i załogi nie wchodzą do stałej grupy lotniczej okrętu, lecz są formowane w zależności od potrzeb ze składu dywizjonów lotnictwa morskiego (Naval Air Squadron, NAS), brytyjskich sił powietrznych (Royal Air Force) lub lotnictwa Armii. Początkowo formowano je ze składu 845. i 846. NAS (Sea King) i 847. NAS (Lynx i Gazelle).
Okręt mógł transportować do 15 samolotów pionowego startu i lądowania BAe Harrier, które mogły na nim lądować i startować, lecz nie było możliwości ich operowania z okrętu z braku odpowiedniej infrastruktury do ich obsługi i składowania uzbrojenia.

### Możliwości desantowe

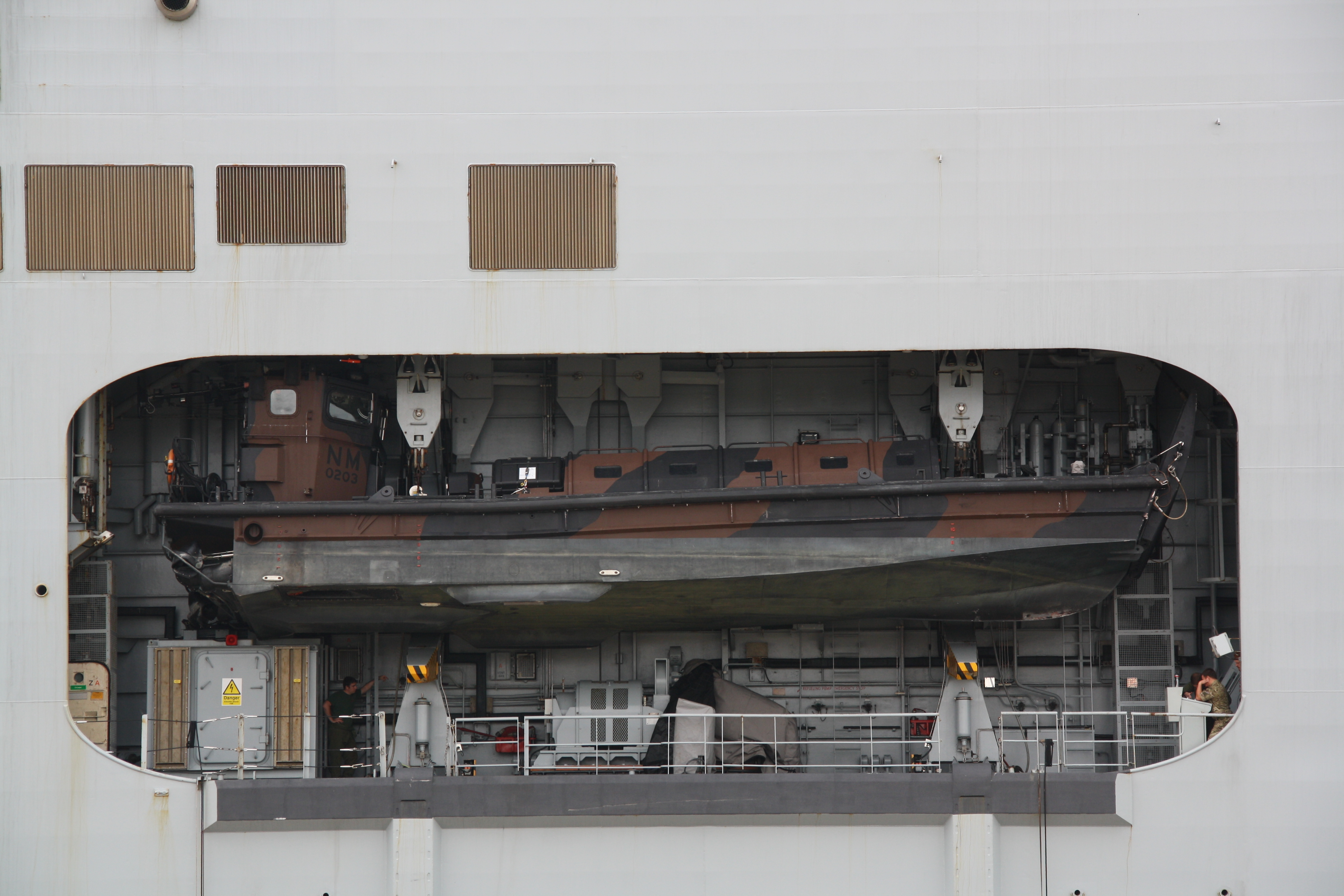
Kuter desantowy we wnęce w burcie

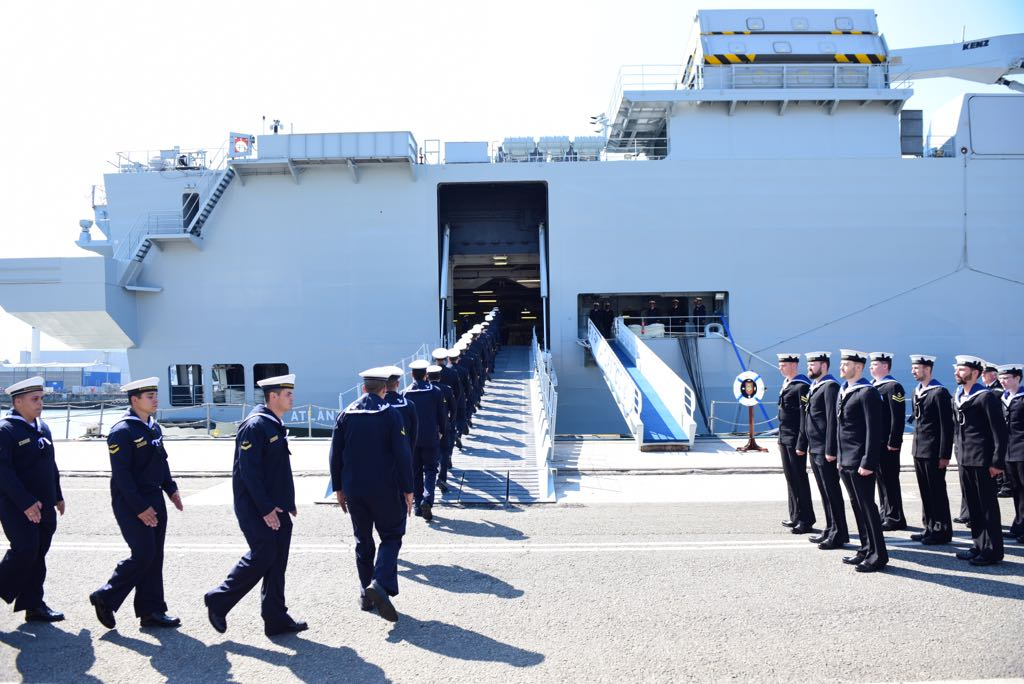
Furta na prawej burcie „Atlântico”

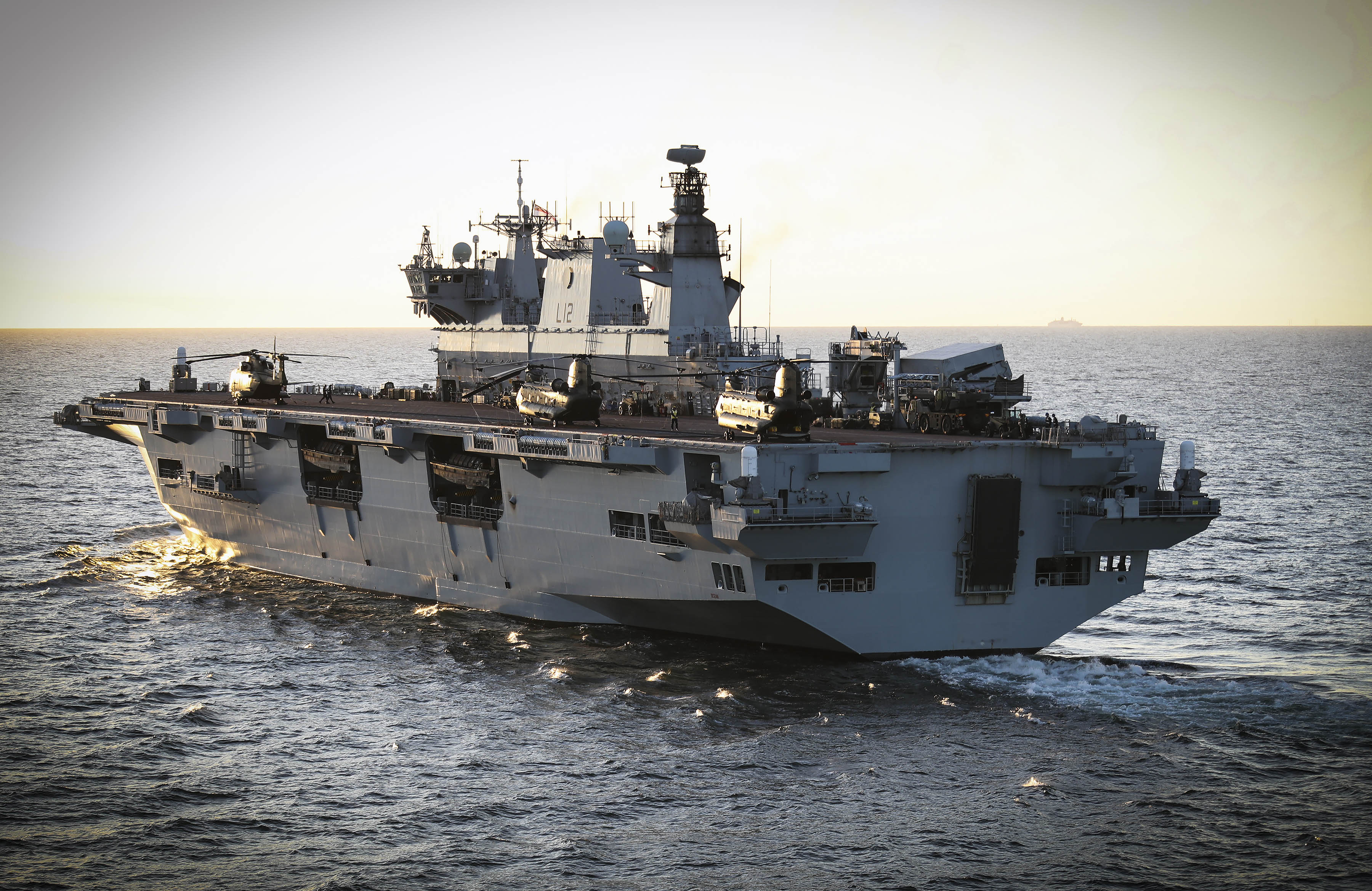
HMS „Ocean” – widoczna rampa rufowa i trzy zestawy artyleryjskie Phalanx oraz dwa działka w pokrowcach, na pokładzie po prawej i na sponsonie burtowym po lewej stronie na rufie

Na rufie okrętu, na pokładzie nr 4, o kondygnację wyższym, niż podłoga hangaru, znajduje się garaż o wymiarach 47,5 × 23,25 × 4 m, dla pojazdów mechanicznych lub ładunków. Prowadzi do niego furta rufowa w pawęży, zamykana opuszczaną składaną rampą załadunkową, oraz wrota w prawej burcie, również z rampą. Z prawej strony wewnątrz garażu znajduje się pochyła rampa do wyjazdu na pokład lotniczy, na który można się dostać z garażu także za pomocą rufowej windy lotniczej. Przy użyciu rufowej rampy opieranej na specjalnym pontonie może być prowadzony załadunek lekkiego sprzętu i ludzi z garażu na kutry desantowe na morzu. Sprzęt może być także ładowany z pokładu górnego przy pomocy żurawia. Na pokładzie garażowym można pomieścić typowo 40 samochodów terenowych wielkości Land Rovera, 34 przyczepy i 6 lekkich dział 105 mm. Blok desantu mieści 480 osób, a maksymalnie można zaokrętować 803 żołnierzy, zajmując dodatkowe pomieszczenia. Pomieszczenia i przejścia w bloku pomieszczeń desantu zapewniają wygodne i szybkie przemieszczanie się żołnierzy w pełnym oporządzeniu.
Okręt ma na wyposażeniu cztery kutry desantowe LCVP Mk 5, przewożone we wnękach w burtach (po dwie na burtę) i spuszczane na wodę za pomocą żurawików. Ich wyporność pełna wynosi 23 ts, długość 15,25 m, prędkość z ładunkiem 16 w., ładunek – dwa lekkie pojazdy lub 35 żołnierzy. Zamiast nich można przenosić holenderskie kutry Mk 2 (wyporność pełna 13,6 ts, długość 16 m). Wśród środków ratunkowych znajduje się m.in. szybka łódź półsztywna we wnęce na prawej burcie.

### Uzbrojenie i wyposażenie
Uzbrojenie okrętu jest wyłącznie obronne i w brytyjskiej służbie składało się z trzech zestawów artyleryjskich obrony bezpośredniej kalibru 20 mm Vulcan Phalanx CIWS Mk 15 z własnymi radarami kierowania ogniem (jeden na pokładzie na samym dziobie i dwa na sponsonach na pawęży rufowej, poniżej pokładu). Przed sprzedażą Brazylii zostały one jednak zdemontowane. Ponadto na okręcie montowane są w zależności od potrzeb 2-4 lekkie automatyczne armaty przeciwlotnicze, początkowo zdwojone 30 mm Oerlikon GCM A-03, następnie pojedyncze 20 mm Oerlikon GAM-B01. Służą jako uzupełniająca broń przeciwlotnicza oraz do zwalczania zagrożeń asymetrycznych i umieszczone są na sponsonach kadłubowych, pokrywając poszczególne ćwiartki przestrzeni. W służbie brazylijskiej zamontowane są cztery zdalnie kierowane armaty 30 mm DS30M Mk 2. Uzbrojenie w służbie brytyjskiej uzupełniała broń maszynowa: 4 karabiny maszynowe 7,62 mm Minigun i 4 uniwersalne karabiny maszynowe 7,62 mm GPMG. W składzie środków walki radioelektronicznej znajdowało się osiem sześciolufowych wyrzutni celów pozornych SeaGnat.
Z uwagi na rolę okrętu, wyposażenie elektroniczne jest mało rozbudowane jak na jego wielkość. Obejmuje radar dozoru ogólnego typ 996(6) pracujący w paśmie E/F oraz dwa radary typu 1007, pracujące w paśmie I, pełniące funkcje nawigacyjne i naprowadzania śmigłowców. „Ocean” został wyposażony w skomputeryzowany system kierowania walką ADAWS (Action Data Automated Weapons System) Mod 1. W toku modernizacji system ten był ulepszany. Okręt ma systemy automatycznego przesyłu danych, radiostacje, system rozpoznawczy swój-obcy i system łączności satelitarnej Marconi Matra SCOT 1D.

### Napęd
Napęd stanowią dwa nawrotne 12-cylindrowe silniki wysokoprężne Crossley-Pielstick 12PC.6V o mocy po 9177,5 KM (6750 kW), łącznie 18 355 KM. Silniki rozmieszczone są w osobnych, oddalonych od siebie przedziałach, w celu zwiększenia przeżywalności okrętu. Napędzają za pośrednictwem jednostopniowych przekładni redukcyjnych dwie pięciołopatowe śruby firmy KaMeWa o stałym skoku. Napęd zapewnia osiąganie prędkości kontraktowej 18 węzłów, aczkolwiek na próbach okręt rozwinął prędkość 20,6 węzła. Zapas paliwa wynosi 1500 ton standardowych, co pozwala na uzyskanie zasięgu 8000 Mm przy prędkości 15 węzłów.
Okręt ma dwa stery umieszczone za śrubami i dziobowy ster strumieniowy do manewrów. Wyposażony jest też w dwa chowane do kadłuba płetwowe stabilizatory przechyłu. Energię elektryczną dostarczają cztery zespoły prądotwórcze z silnikami wysokoprężnymi Ruston 12RKCZ i generatorami prądu przemiennego Hyundai o mocy po 2000 kW. Generatory umieszczone są po dwa w każdej maszynowni.

## Służba w Royal Navy

### Początek służby i interwencja w Sierra Leone (1998–2000)
W październiku 1998 roku okręt udał się w pierwszy rejs szkoleniowy, w rejon  Morza Karaibskiego. W jego trakcie śmigłowce udzielały pomocy humanitarnej i medycznej mieszkańcom Hondurasu i Wybrzeża Moskitów po zniszczeniach wywołanych przez huragan Mitch. W styczniu kolejnego roku śmigłowcowiec udał się na rejs szkolny na północ, na wody Norwegii. Pełną gotowość operacyjną uzyskał 31 maja 1999 roku. Jego bazą macierzystą przez cały okres służby był Devonport.
W sierpniu 1999 roku okręt wypłynął na pierwszy rejs operacyjny na wschodnie Morze Śródziemne, w składzie zespołu brytyjskiego, w celu uczestnictwa w ćwiczeniach NATO. Na pokład zaokrętowano 845 NAS (Dywizjon Lotnictwa Morskiego) ze śmigłowcami Sea King Commando i 847 NAS ze śmigłowcami Lynx i Gazelle. Od 17 listopada okręt został jednak skierowany do pomocy humanitarnej po trzęsieniu ziemi w Turcji w rejonie Düzce, po czym powrócił pod koniec roku do bazy. Na początku 2000 roku okręt ponownie udał się na Morze Śródziemne, z dywizjonami 846 (Sea King Commando) i 847 (Lynx), biorąc udział w ćwiczeniach. 7 maja okręty zostały skierowane ku wybrzeżu Sierra Leone w związku z kolejną odsłoną wojny domowej, w celu ochrony sił pokojowych i obywateli brytyjskich (operacja Palliser). W drugiej połowie maja zostało tam wysadzone 42 Commando Royal Marines w celu ustabilizowania sytuacji. Ponownie „Ocean” został skierowany do Sierra Leone w listopadzie, a ponowny desant 42. Commando koło Freetown pomógł zawrzeć skuteczne zawieszenie broni.

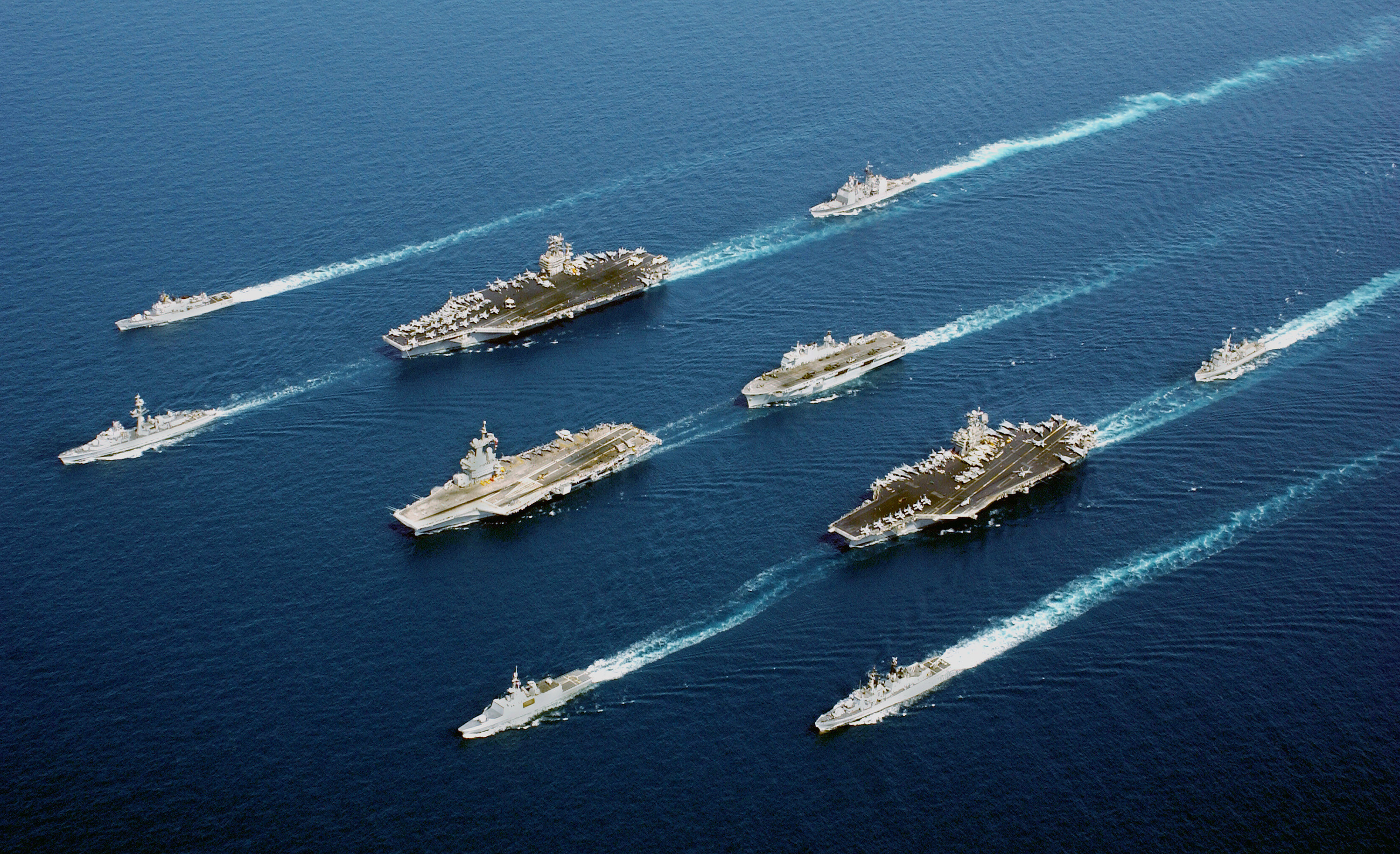
HMS „Ocean” w 2002 roku w składzie wielonarodowego zespołu (w środku szyku, pomiędzy dwoma amerykańskimi lotniskowcami atomowymi i za francuskim lotniskowcem „Charles de Gaulle”)

### Wojny na Bliskim Wschodzie i służba w basenie Atlantyku (2001–2010)
W sierpniu 2001 roku „Ocean” w składzie zespołu Argonaut 2001 odwiedził w Portugalii Lizbonę oraz hiszpańskie porty – Kartagenę i Malagę, po czym udał się na Ocean Indyjski, biorąc udział w październiku w ćwiczeniach Swift Sword II z siłami zbrojnymi Omanu. W związku z amerykańską inwazją na Afganistan, marines pozostali na Bliskim Wschodzie, a okręt powrócił do bazy. „Ocean” ponownie wypłynął z Wielkiej Brytanii 11 lutego 2002 roku i w maju dostarczył 45 Commando Royal Marines do Afganistanu. Ponieważ operacje odbywały się tam w oparciu o bazy lądowe, śmigłowcowiec w czerwcu powrócił do bazy, a następnie przeszedł remont i modernizację. Zamontowano ulepszone systemy łączności i dowodzenia oraz „bąble” poszerzające kadłub dla polepszenia stateczności.
16 stycznia 2003 roku okręt wyruszył z bazy z 40. Commando Royal Marines i 15 lutego dotarł do Zatoki Perskiej, gdzie 21 marca wziął udział w desancie na półwyspie Al Fau otwierającym inwazję na Irak. Śmigłowce Gazelle z 847. Dywizjonu wspierały wojska lądowe, niszcząc pojazdy pancerne pociskami rakietowymi. 28 maja 2003 roku okręt powrócił do bazy. 23 lipca 2003 roku królowa Elżbieta II wręczyła uroczyście na pokładzie jednostki nowy królewski sztandar dla floty.
Między 13 maja a lipcem 2004 roku „Ocean” udał się wraz z lotniskowcem „Invincible” i okrętem desantowym „Albion” do USA, w celu odbycia wspólnie z marynarką USA ćwiczeń amfibijnych Rapid Alliance. Brał następnie udział w dalszych ćwiczeniach, w tym jesienią 2006 roku u brzegów Sierra Leone. W marcu 2007 roku został wysłany na Karaiby dla operacji antynarkotykowych, z dywizjonami 854 (Sea King ASaC) i 700M (Merlin) oraz szybkimi łodziami na pokładzie. Podczas jednej akcji przejęto z morza kokainę o wartości 28 milionów funtów. Okręt odbywał też w tym regionie i w USA wizyty kurtuazyjne. Po powrocie do Devonport w lipcu, „Ocean” został od października skierowany do remontu połączonego z modernizacją, a jego rolę przejął przystosowany lotniskowiec „Ark Royal”. Między innymi poprawiono warunki dla desantu i przystosowano okręt do obsługi śmigłowców szturmowych Apache.
24 września 2008 roku rozpoczęto próby po remoncie, a 18 lutego 2009 roku okręt wypłynął na Morze Śródziemne i dalej na Daleki Wschód. W skład grupy lotniczej wchodziły dywizjony 857 (Sea King ASaC) i 820 (Merlin). Uczestniczył po drodze w ćwiczeniach w Turcji, Brunei i u wybrzeży Malezji, oraz w Międzynarodowej Morskiej Wystawie Obronnej w Singapurze. Zespół powrócił do Wielkiej Brytanii w sierpniu. W lutym 2010 roku „Ocean” brał udział w kolejnych ćwiczeniach na północy Norwegii, a w lipcu w ćwiczeniach Kearsage u wybrzeży USA. W ich trakcie operowały z niego amerykańskie pionowzloty V-22 Osprey i ciężkie śmigłowce CH-53E Super Stallion. Następnie pełnił służbę patrolową na Karaibach, a 9 września odwiedził Rio de Janeiro i ćwiczył z marynarką Brazylii, po czym brał udział w wystawie przemysłu i handlu brytyjskiego w Brazylii. Przed powrotem do bazy, co nastąpiło jesienią, wziął udział w rewii morskiej w Lagos w Nigerii z okazji 50-lecia niepodległości tego kraju.

### Wojna w Libii i końcowy okres służby (2011–2018)

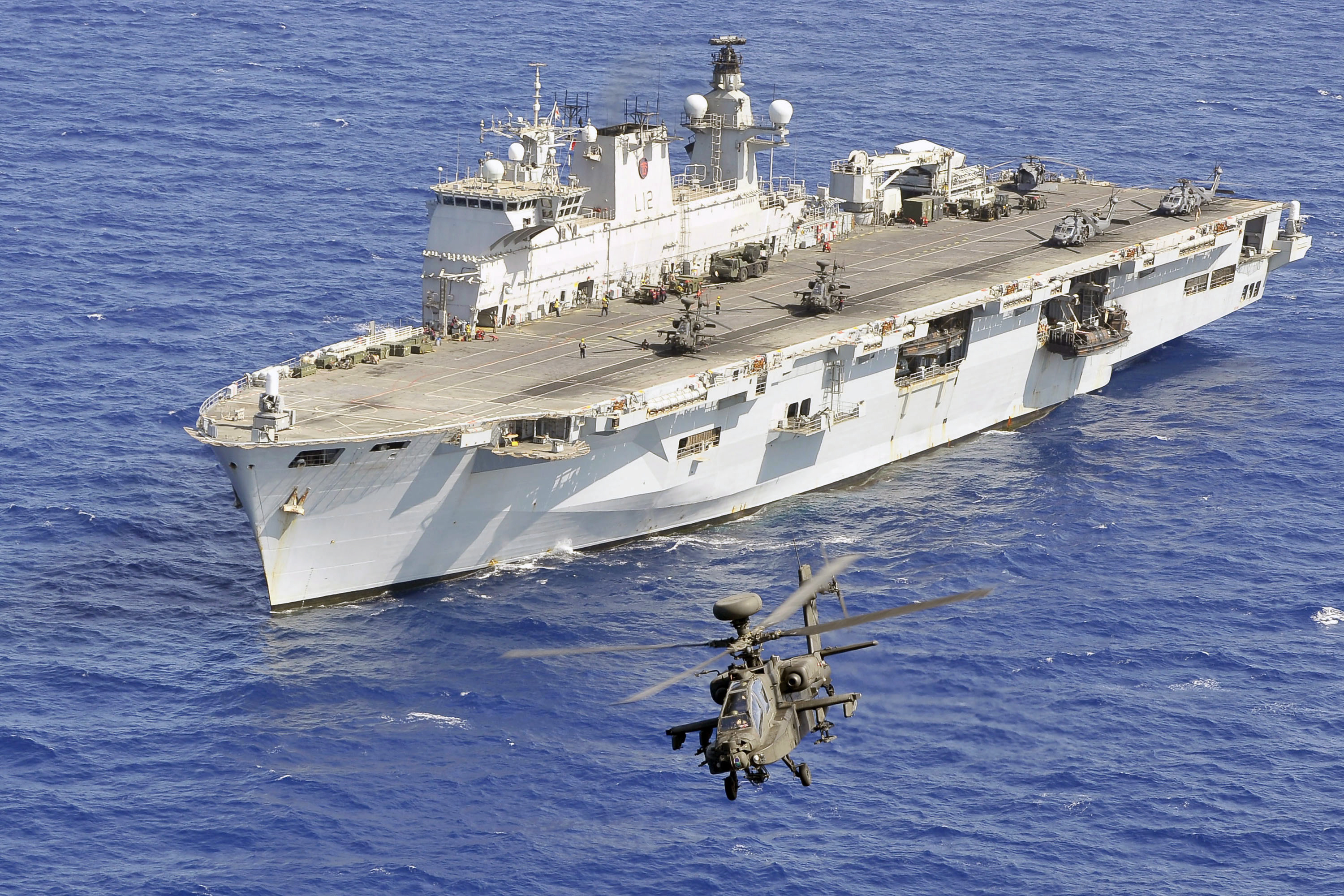
HMS „Ocean” u wybrzeży Libii, ze śmigłowcem szturmowym Apache, 2011 r.

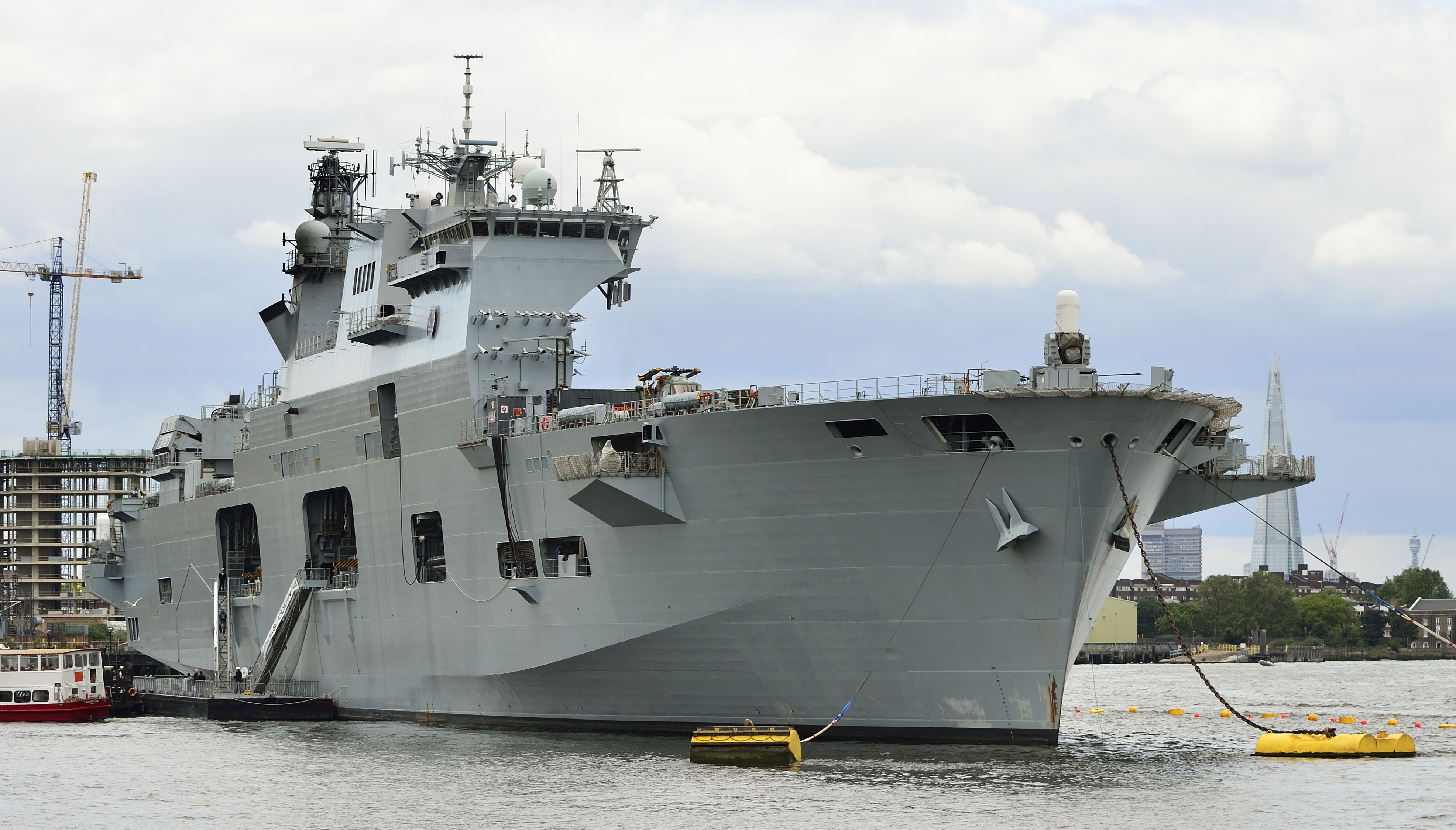
HMS „Ocean” na Tamizie, lipiec 2012 r/

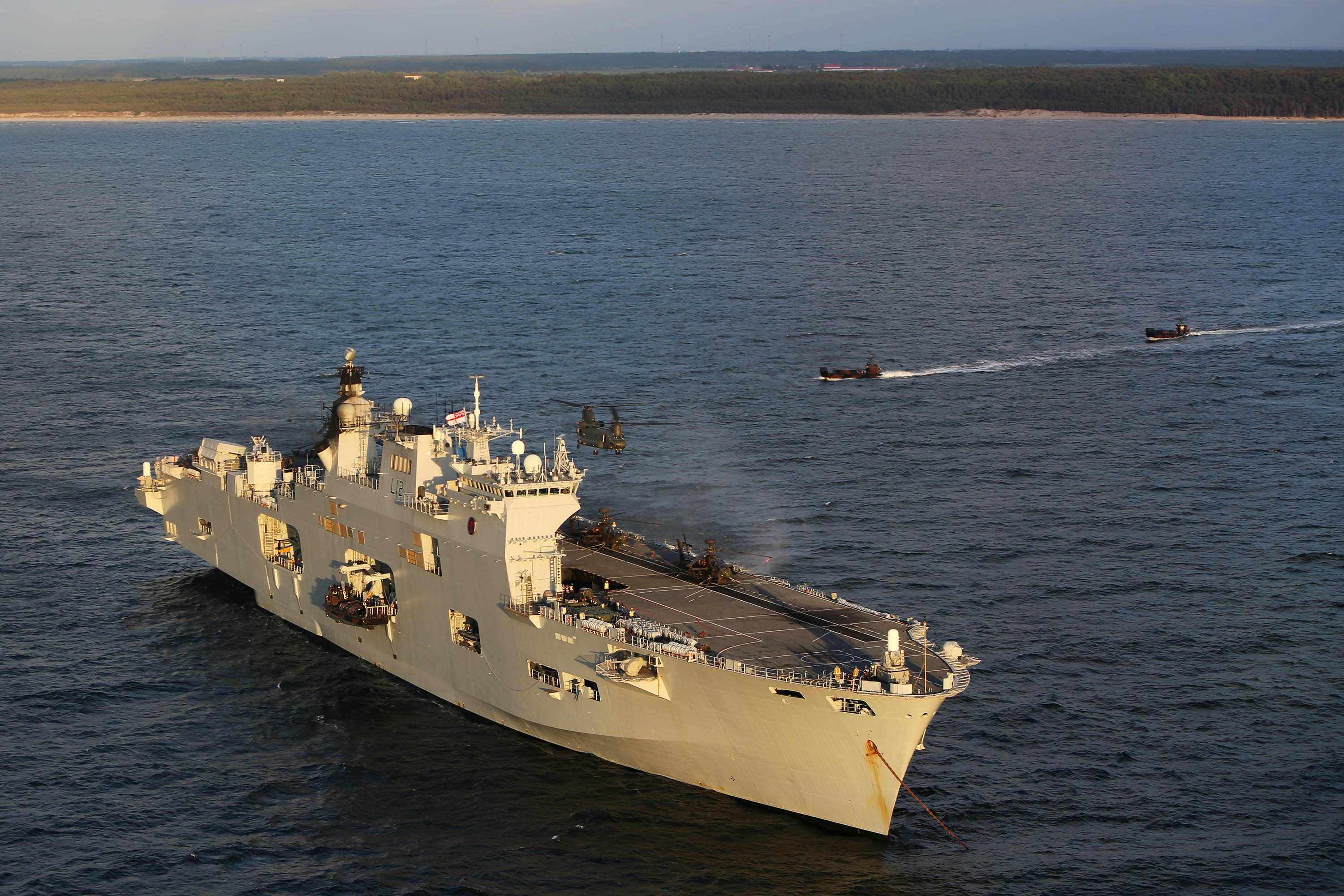
HMS „Ocean” podczas ćwiczeń koło Ustki w czerwcu 2015 r.

W maju 2011 roku „Ocean” wypłynął na Morze Śródziemne w ramach zespołu Cougar 11 z 857. Dywizjonem FAA (Sea King ASaC) i 656. Dywizjonem lotnictwa Armii (Apache) na pokładzie, a później także 56. Dywizjonem Ratunkowym USAF (śmigłowce ratownictwa bojowego HH-60G Pave Hawk). Został następnie skierowany do wsparcia interwencji ONZ w wojnie domowej w Libii. „Ocean” był w tym okresie jedynym dostępnym brytyjskim okrętem lotniczym, z uwagi na remont lotniskowca „Illustrious”, przy tym w poprzednim roku wycofano już z marynarki brytyjskiej samoloty pokładowe Harrier, obniżając jej zdolności uderzeniowe. 4 czerwca 2011 roku do akcji nad Libią weszły śmigłowce Apache z HMS „Ocean”, wystrzeliwując 9 pocisków Hellfire i 550 pocisków z działek przeciw celom morskim. Łącznie było zaokrętowanych pięć Apache. Okręt operował u brzegów Libii do września, a następnie udał się na Cypr i dalej Morze Czerwone, gdzie patrolował dla zapewniania bezpieczeństwa żeglugi. Powrócił do Devonport w grudniu, po 229 dniach, w tym 176 w morzu (był to najdłuższy rejs operacyjny w historii brytyjskich okrętów lotniczych do tamtej pory).
W maju 2012 roku „Ocean” złożył wizytę w Hamburgu, podczas festiwalu portowego w tym mieście, a następnie odwiedził Sunderland. 13 lipca zakotwiczył na Tamizie w Greenwich w celu zabezpieczania Igrzysk Olimpijskich i Igrzysk Paraolimpijskich w Londynie. Operowały z niego też śmigłowce pogotowia ratunkowego i policji. Okręt powrócił do Devonport 21 września, po czym został z końcem roku skierowany do dużego remontu połączonego z modernizacją (w roli śmigłowcowca zastąpił go „Illustrious”). Remont zakończono w połowie 2014 roku, między innymi montując bardziej wydajne elementy układu napędowego, urządzenia obserwacji i łączności oraz zintegrowany system dowodzenia i kierowania, kosztem ok. 65 milionów funtów. Po wycofaniu w tym roku ze służby „Illustriousa”, „Ocean” pozostał jedynym brytyjskim okrętem lotniczym, do czasu wcielenia lotniskowca HMS „Queen Elizabeth”.
W dniach 11-24 kwietnia 2015 roku okręt brał udział w wielonarodowych ćwiczeniach Joint Warrior na Morzu Północnym. Zadebiutowały na jego pokładzie wówczas nowe śmigłowce morskie AW159 Wildcat. 1 czerwca 2015 roku „Ocean” przejął rolę okrętu flagowego Royal Navy od okrętu desantowego HMS „Bulwark”. Od 8 do 19 czerwca tego roku okręt uczestniczył w międzynarodowych manewrach Baltops 2015 na Bałtyku, w tym 17 czerwca brał udział w wysadzeniu desantu na poligonie w Ustce, lecz nie odwiedził polskich portów.
We wrześniu 2016 roku HMS „Ocean” wyruszył na Morze Śródziemne i Bliski Wschód w półroczną misję na czele zespołu zadaniowego (między innymi z okrętem desantowym „Bulwark”), w celu powstrzymywania nielegalnej imigracji z Afryki do Europy i zwalczania bojówkarzy organizacji islamistycznych w Iraku i Syrii.
Pod koniec sierpnia 2017 roku okręt wyszedł z Devonport i miał objąć zadania okrętu flagowego 2. Grupy Stałego Zespołu Okrętów NATO (SNMG2) na Morzu Śródziemnym, lecz zamiast tego został skierowany na Karaiby z pomocą humanitarną dla ofiar huraganów, w tym środkami higienicznymi i materiałami budowlanymi. 22 września dotarł do Brytyjskich Wysp Dziewiczych.
Już w Strategicznym Przeglądzie Obronnym z 2015 roku rząd brytyjski w ramach szukania oszczędności przewidział wycofanie HMS „Ocean” ze służby, co nastąpiło w sposób uroczysty 27 marca 2018 roku. Do zastąpienia go w roli okrętu flagowego został przewidziany nowy lotniskowiec HMS „Queen Elizabeth”. Jednocześnie prowadzono negocjacje, które doprowadziły do sprzedaży dwudziestoletniego śmigłowcowca Brazylii, za 84,6 miliona funtów.

## Sprzedaż Brazylii i dalsza służba

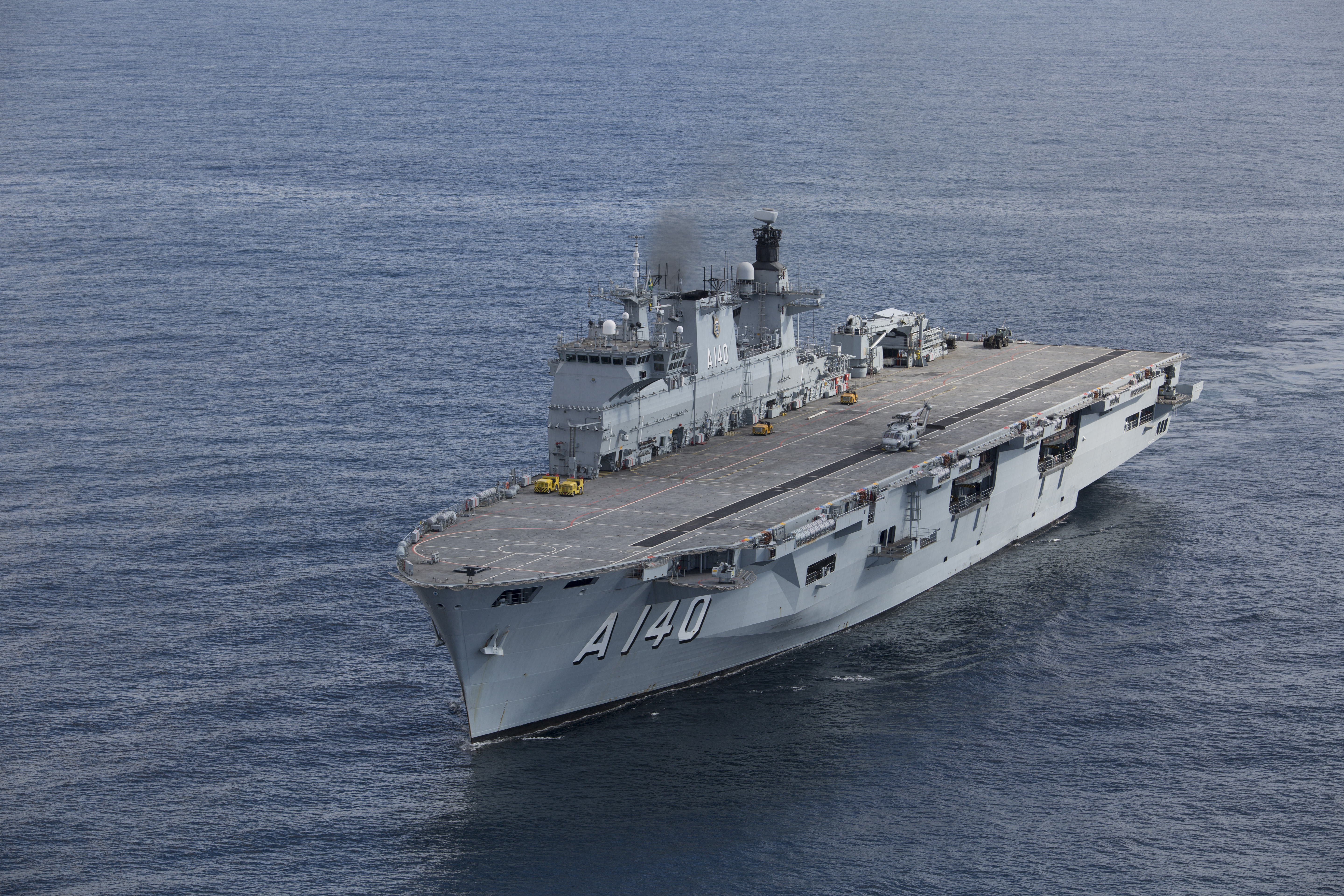
W służbie Brazylii jako „Atlântico” (A140)

Po remoncie i modernizacji, 29 czerwca 2018 roku okręt został w bazie Devonport wcielony do służby w marynarce wojennej Brazylii pod nazwą „Atlântico” (A140). Nazwa oznacza Atlantyk i nawiązuje do nazwy brytyjskiej, jak i znaczenia Oceanu Atlantyckiego dla Brazylii. Zdemontowano z niego zestawy artyleryjskie Phalanx CIWS i uzbrojenie stanowią jedynie cztery działka 30 mm DS30M Mk 2. Razem z okrętem sprzedano cztery kutry desantowe Mk 5B.
1 sierpnia 2018 roku okręt wyszedł do Brazylii i 25 sierpnia dotarł do nowej bazy w Rio de Janeiro. 22 sierpnia lądował na nim pierwszy śmigłowiec brazylijski IH-6B (Bell 206B3). Okręt miał osiągnąć gotowość bojową do 2020 roku, zastępując w służbie lotniskowiec „São Paulo”. Został także okrętem flagowym marynarki Brazylii. W brazylijskiej służbie okręt przenosi śmigłowce transportowe EC725 Caracal, SH-70B Seahawk i lekkie AS350 Écureuil.
12 listopada 2020 roku okręt został przeklasyfikowany ze śmigłowcowca wielozadaniowego (PHM, Porta-Helicópteros Multipropósito) na lotniskowiec wielozadaniowy (NAM, Navio-Aeródromo Multipropósito), z uzasadnieniem, że mogą z niego operować także samoloty bezzałogowe i pionowzloty o napędzie turbośmigłowym (V-22 Osprey).